# ویرتلند
ویرتلند یا خیالستان ((به ترکی استانبولی: Hayalistan)، (به بلغاری: Виртландия)، (به روسی: Виртландия)، (به ایتالیایی: Virtlandia)، (به اسلونیایی: Virtlandija)) یک ریزکشور موجود در اینترنت است که در سال ۲۰۰۸ تأسیس شد.
فرم درخواست ملیت برای این سرزمین مجازی به چندین زبان ازجمله ترکی استانبولی موجود است. در زبان ترکی استانبولی برای آن نام Hayalistan (خیالستان) برگزیده شده‌است.